# 下一个素熙
是一部2022年上映的韩国剧情片，由电影《道熙呀》的导演丁朱里执导，并由裴斗娜、金施恩主演。此片根据一个女高中生因为类似实习的项目而自杀的真实故事改编，讲述前去电话服务中心现场实习的高中生素熙，和对她所经历的事情产生疑问的女刑警宥真之间的故事。此片于2022年5月25日在第75屆坎城影展國際影評人週單元上举行了首映，是第一部被选为戛纳电影节國際影評人週闭幕影片的韩国电影。2023年2月8日在韩国院线上映。
2022年8月，此片被选为第26届加拿大奇幻电影节的闭幕影片，并在Cheval Noir竞赛单元中获得了最佳导演奖和观众奖单元的亚洲电影长片银奖。

## 演员阵容

### 主要人物
- 裴斗娜 饰演 宥真
- 金施恩 饰演 素熙

### 其他人物
- 郑会麟 饰演 朱妮
- 姜玄伍 饰演 泰俊
- 朴宇英（朝鲜语：박우영） 饰演 东浩
- 李仁英 饰演 恩雅
- 朴姬银 饰演 素熙的母亲
- 金容俊 饰演 素熙的父亲
- 沈熙燮 饰演 李俊浩
- 崔熙真 饰演 新任小组经理
- 柳正浩（朝鲜语：유정호） 饰演 头部经理
- 黃汀旼 饰演 学校次长
- 朴修荣（朝鲜语：박수영 (1970년)） 饰演 校监
- 许正道 饰演 家教
- 金宇謙 饰演 裴警察
- 金太雄 饰演 金警察
- 朴胤熙 饰演 导演
- 宋耀燮（朝鲜语：송요셉） 饰演 刑事科长
- 權多咸 饰演 负责官员

## 制作

### 发展
在2016年底时，导演丁朱里看到了一个关于女高中生的故事，女高中生被学校送去电话服务中心进行实习，以累积真实世界的工作经验，但不到三个月后，这个女高中生因为工作自杀了。案件调查的结果表明，电话服务中心紧张的工作环境导致了女高中生的自杀。这个故事便成为了该片的原型。
该片是导演丁朱里继2014年电影《道熙呀》之后的第二部长篇作品，也是她与裴斗娜时隔8年的再次合作。

### 拍摄
主体拍摄于2022年1月16日开始进行，经历一个多月的拍摄，于2月28日杀青。

### 损益平衡点
制作方Twinplus Partners代表金东河在采访中透露，该片总制作费为15亿韩元，损益平衡点为20万观影人次。

## 发行
2022年5月25日，此片在第75届戛纳电影节的平行单元國際影評人週举行了全球首映，片方透露计划2022年在韩国上映。同年8月，此片入选第12届World Cinema Amsterdam的竞争单元并被选为第26届加拿大奇幻电影节的闭幕影片。10月7日，此片通过第27届釜山国际电影节的“韩国电影的今日–全景”单元首次在韩国放映。
2023年1月12日，宣布定于2月8日在韩国公映。

### 票房
上映首日（2月8日）动员五千余名观众到影院观影，单日电影票房排名第9位，放映屏数542块，《THE FIRST SLAM DUNK》、同日上映的《泰坦尼克号：25周年重映》及《阿凡達：水之道》列前三位。首个周末（2月10日至2月12日）观影人次为2万5千余名，位列周末电影票房第7位，累计观影人次3万9424名。此周末（2月17日至2月19日）观影人次为1万4255名，位列周末电影票房第7位，放映屏数187块，累计观影人次6万6235名。第三个周末（2月24日至2月26日）观影人次为7747名，位列周末电影票房第13位，放映屏数115块，累计观影人次8万5408名。

## 奖项荣誉

### 颁奖礼
| 年份   | 颁奖礼                           | 奖项                              | 入围者         | 结果 | 备注                 |
| ------ | -------------------------------- | --------------------------------- | -------------- | ---- | -------------------- |
| 2022年 | 第26届加拿大奇幻电影节           | Cheval Noir竞争单元最佳导演       | 丁朱里         | 獲獎 | [ 18 ] [ 19 ]        |
| 2022年 | 第26届加拿大奇幻电影节           | 观众奖单元亚洲长篇电影            | 《下一个素熙》 | 亚军 | [ 18 ] [ 19 ]        |
| 2022年 | 第23届東京新作家主義影展         | 评审团特别奖                      | 《下一个素熙》 | 獲獎 | [ 20 ]               |
| 2022年 | 第23届東京新作家主義影展         | 最佳作品獎                        | 《下一个素熙》 | 提名 | [ 20 ]               |
| 2022年 | 第3届紅海國際電影節              | 最佳劇情片                        | 《下一个素熙》 | 提名 |                      |
| 2022年 | 第42届夏威夷国际电影节           | Kau Ka Hoku Award                 | 《下一个素熙》 | 提名 |                      |
| 2022年 | 第42届夏威夷国际电影节           | Netpack Awards                    | 《下一个素熙》 | 提名 |                      |
| 2022年 | 第42届法国亚眠国际电影节         | 观众奖                            | 《下一个素熙》 | 獲獎 | [ 21 ]               |
| 2022年 | 第42届法国亚眠国际电影节         | 长篇电影特别提及奖                | 《下一个素熙》 | 獲獎 | [ 21 ]               |
| 2022年 | 第42届法国亚眠国际电影节         | UPJV学生特别提及奖                | 《下一个素熙》 | 獲獎 | [ 21 ]               |
| 2023年 | 第6届平遙國際電影展              | 羅伯托·羅塞里尼榮譽最佳影片       | 《下一个素熙》 | 獲獎 | [ 22 ]               |
| 2023年 | 第6届平遙國際電影展              | 臥虎單元最受歡迎影片              | 《下一个素熙》 | 提名 | [ 22 ]               |
| 2023年 | 第22屆美國黑人電影節             | 評論家獎 最佳影片                 | 《下一个素熙》 | 提名 |                      |
| 2023年 | 第3届法国兰斯极地电影节          | 國際競賽大獎                      | 《下一个素熙》 | 提名 |                      |
| 2023年 | 第3届法国兰斯极地电影节          | 评审团奖                          | 《下一个素熙》 | 獲獎 | [ 23 ]               |
| 2023年 | 第21届佛罗伦萨韩国电影节         | 评审团奖                          | 《下一个素熙》 | 獲獎 | [ 23 ]               |
| 2023年 | 第45届法国克雷泰伊国际女性电影节 | 年轻观众单元 最佳长篇电影         | 《下一个素熙》 | 獲獎 | [ 23 ]               |
| 2023年 | 第39屆伊斯坦堡國際電影節         | 最佳國際影片金鬱金香獎            | 《下一个素熙》 | 提名 |                      |
| 2023年 | 第59屆百想藝術大獎               | 電影部門 作品獎                   | 《下一个素熙》 | 提名 | [ 24 ] [ 25 ] [ 26 ] |
| 2023年 | 第59屆百想藝術大獎               | 電影部門 導演獎                   | 丁朱里         | 提名 | [ 24 ] [ 25 ] [ 26 ] |
| 2023年 | 第59屆百想藝術大獎               | 電影部門 女子最優秀演技獎         | 裴斗娜         | 提名 | [ 24 ] [ 25 ] [ 26 ] |
| 2023年 | 第59屆百想藝術大獎               | 電影部門 女子新人演技獎           | 金施恩         | 獲獎 | [ 24 ] [ 25 ] [ 26 ] |
| 2023年 | 第59屆百想藝術大獎               | 電影部門 劇本獎                   | 丁朱里         | 獲獎 | [ 24 ] [ 25 ] [ 26 ] |
| 2023年 | 第59屆百想藝術大獎               | Gucci影响力奖                     | 《下一个素熙》 | 獲獎 | [ 24 ] [ 25 ] [ 26 ] |
| 2023年 | 第39屆西雅圖國際電影節           | 新導演競賽                        | 丁朱里         | 提名 |                      |
| 2023年 | 第39屆西雅圖國際電影節           | 新導演評審團大獎                  | 丁朱里         | 獲獎 |                      |
| 2023年 | 第14屆密爾沃基國際電影節         | 新導演評審團獎                    | 丁朱里         | 獲獎 |                      |
| 2023年 | 第43屆韩国电影评论家协会奖       | 最優秀作品獎                      | 《下一个素熙》 | 獲獎 |                      |
| 2023年 | 第43屆韩国电影评论家协会奖       | 影評10選                          | 《下一个素熙》 | 獲獎 |                      |
| 2023年 | 第43屆韩国电影评论家协会奖       | 最佳新人女演员                    | 金施恩         | 獲獎 |                      |
| 2023年 | 第32屆釜日電影獎                 | 最佳电影                          | 《下一个素熙》 | 提名 |                      |
| 2023年 | 第32屆釜日電影獎                 | 最佳导演                          | 丁朱里         | 獲獎 |                      |
| 2023年 | 第32屆釜日電影獎                 | 最佳女主角                        | 裴斗娜         | 提名 |                      |
| 2023年 | 第32屆釜日電影獎                 | 俞賢穆電影藝術獎                  | 裴斗娜         | 獲獎 |                      |
| 2023年 | 第32屆釜日電影獎                 | 最佳新人女演员                    | 金施恩         | 獲獎 |                      |
| 2023年 | 第32屆釜日電影獎                 | 最佳剧本                          | 丁朱里         | 提名 |                      |
| 2023年 | 第10屆野花電影獎                 | 最佳劇情片導演                    | 丁朱里         | 提名 |                      |
| 2023年 | 第10屆野花電影獎                 | 最佳剧本                          | 丁朱里         | 獲獎 |                      |
| 2023年 | 第10屆野花電影獎                 | 最佳女主角                        | 裴斗娜         | 提名 |                      |
| 2023年 | 第10屆野花電影獎                 | 最佳新人演员                      | 金施恩         | 提名 |                      |
| 2023年 | 第59屆大鐘賞                     | 最優秀作品                        | 《下一个素熙》 | 提名 | [ 27 ]               |
| 2023年 | 第59屆大鐘賞                     | 最佳女主角                        | 裴斗娜         | 提名 | [ 27 ]               |
| 2023年 | 第59屆大鐘賞                     | 最佳新人女演員                    | 金施恩         | 獲獎 | [ 27 ]               |
| 2023年 | 第59屆大鐘賞                     | 最佳導演                          | 丁朱里         | 提名 | [ 27 ]               |
| 2023年 | 第59屆大鐘賞                     | 最佳劇本                          | 丁朱里         | 提名 | [ 27 ]               |
| 2023年 | 第44届青龙电影奖                 | 最優秀作品                        | 《下一个素熙》 | 提名 | [ 28 ]               |
| 2023年 | 第44届青龙电影奖                 | 最佳導演                          | 丁朱里         | 提名 | [ 28 ]               |
| 2023年 | 第44届青龙电影奖                 | 最佳劇本                          | 丁朱里         | 獲獎 | [ 28 ]               |
| 2023年 | 第44届青龙电影奖                 | 最佳新人女演員                    | 金施恩         | 提名 | [ 28 ]               |
| 2023年 | 第31届大韩民国文化演艺大奖       | 电影作品奖                        | 《下一个素熙》 | 獲獎 | [ 29 ]               |
| 2023年 | 第31届大韩民国文化演艺大奖       | 电影导演奖                        | 丁朱里         | 獲獎 | [ 29 ]               |
| 2023年 | 第10届韓國電影製作人協會獎       | 最佳影片                          | 《下一个素熙》 | 獲獎 | [ 30 ]               |
| 2023年 | 第10届韓國電影製作人協會獎       | 最佳新人演員                      | 金施恩         | 獲獎 | [ 30 ]               |
| 2023年 | 第28届春史電影獎                 | 最佳新人女演员                    | 金施恩         | 提名 | [ 31 ] [ 32 ]        |
| 2023年 | 第28届春史電影獎                 | 值得关注的视线导演奖              | 丁朱里         | 獲獎 | [ 31 ] [ 32 ]        |
| 2024年 | 第22届导演选择奖                 | 电影部门 最佳导演                 | 丁朱里         | 提名 | [ 33 ]               |
| 2024年 | 第22届导演选择奖                 | 电影部门 最佳剧本                 | 丁朱里         | 提名 | [ 33 ]               |
| 2024年 | 第22届导演选择奖                 | 电影部门 最佳展望（最佳独立电影） | 丁朱里         | 獲獎 | [ 33 ]               |
| 2024年 | 第22届导演选择奖                 | 电影部门 最佳女演员               | 裴斗娜         | 提名 | [ 33 ]               |
| 2024年 | 第22届导演选择奖                 | 电影部门 最佳女演员               | 金施恩         | 提名 | [ 33 ]               |
| 2024年 | 第22届导演选择奖                 | 电影部门 新女演员奖               | 金施恩         | 獲獎 | [ 33 ]               |
| 2024年 | 第22届导演选择奖                 | 电影部门 新男演员奖               | 朴宇英         | 提名 | [ 33 ]               |

### 电影节
2022年
- 第75届戛纳电影节 国际影评人周单元闭幕影片
- 第17届巴黎韩国电影节 Paysage单元
- 第26届加拿大奇幻电影节（英语：Fantasia International Film Festival#Fantasia 2022） 闭幕影片
- 第66届伦敦国际电影节 Debate单元
- 第27届釜山国际电影节 韩国电影的今日–全景单元
- 第49届根特电影节 聚焦韩国电影单元
- 第19届香港亚洲电影节 反乌托邦复仇者单元
- 第59届金马影展 亚洲之窗单元
- 第36届英国利兹国际电影节（英语：Leeds International Film Festival） Official Selection单元
- 第63届塞萨洛尼基国际电影节 Open Horizons单元
- 第42届夏威夷国际电影节（英语：Hawaii International Film Festival） 聚焦韩国单元

2023年
- 第34届棕榈泉国际电影节 世界电影的现在单元